# Oncorhynchus mykiss stonei
Oncorhynchus mykiss stonei es una subespecie de pez del género Oncorhynchus.

## Influencia histórica
En 1877, se estableció el segundo criadero de trucha arcoíris de California y el primer criadero federal de peces del Sistema Nacional de Criaderos de Peces en el arroyo Campbell, afluente del río McCloud. El criadero del río McCloud mezclaba indiscriminadamente huevas de trucha arcoíris costera (O. m. irideus) con huevas de trucha de banda roja (O. m. stonei) local del río McCloud. Las huevas del criadero McCloud también se suministraban al criadero de San Leandro, lo que hacía que el origen y la historia genética de la trucha arcoíris criada en criadero fueran diversos y complejos.

## Polifilia
La polifilia potencial fue reconocida por Behnke (1979, pág. 134) a partir de características anatómicas «...stonei sería útil solo como nombre para la trucha de una región geográfica particular (cuenca superior del río Sacramento), no como una unidad evolutiva natural. Creo que la gran variabilidad que encontré es el resultado de la mezcla de más de una forma ancestral de trucha de banda roja, y con una influencia de trucha arcoíris costera en algunas poblaciones». Los análisis de datos de secuencia genómica han demostrado que la trucha de banda roja del río McCloud (por encima de las cataratas McCloud) es un linaje separado y distinto de la trucha arcoíris, mientras que la trucha de banda roja del río Pit proviene de la gran Cuenca. El material tipo de stonei es similar a la trucha de banda roja del río Pit y el lago Goose, mientras que la trucha de banda roja del río McCloud se diferencia clara y anatómicamente del material tipo de stonei.